# سفينة أميرة الألماس
أميرة الألماس هي سفينة سياحية بريطانيا راقية من الدرجة الأولى، تملكها وتديرها شركة برنسيس للرحلات البحرية.
تم بناء السفينة في مدينة ناكازاكي في اليابان بواسطة شركة ميتسوبيشي للصناعات الثقيلة. بدأت عملياتها في مارس 2004، مبحرة بشكل رئيسي في آسيا خلال صيف نصف الكرة الشمالي وفي أستراليا خلال صيف نصف الكرة الجنوبي. تعد السفينة بالتوازي مع شقيقتها سفاير برنسيس أكبر فئة فرعية من سفن الدرجة الراقية الأولى، حيث يبلغ عرضها 37.5 مترًا (123 قدمًا في بوصة) بينما تحتوي جميع سفن الدرجة الأولى الأخرى على شعاع يبلغ 36 مترا.

## تفشي فيروس كورونا
في 20 يناير 2020، انطلق سائح من هونغ كونغ يبلغ من العمر 80 عامًا إلى يوكوهاما، ثم هونغ كونغ في 25 يناير. زار بعدها مستشفى محلي في هونغ كونغ بعد ستة أيام من مغادرته السفينة، حيث أظهر إصابته بأعراض مشبوهة مما أدى إلى الحجر الصحي للسفينة في ناها، في جزيرة أوكيناوا، بعد أن تبثت إصابته بفيروس COVID-19 في 1 فبراير. ليتم رفع حالة التأهب بسرعة.
في الرحلة التالية، في 4 فبراير 2020، أبحرت السفينة حيث وصلت إلى المياه الإقليمية اليابانية هناك تم تشخيص 10 ركاب بفيروس كورونا المستجد خلال تفشي الفيروس في ووهان (2019-20). فرضت وزارة الصحة اليابانية الحجر الصحي قبالة ميناء يوكوهاما، على ما مجموعه 3700 مسافرا والطاقم لما كان من المتوقع أن يكون لمدة 14 يومًا.
في 6 فبراير، تم تحديد 10 حالات. في 7 فبراير، ارتفع العدد الإجمالي للأشخاص المصابين بفيروس كورونا المؤكد على ظهر السفينة إلى 61 شخصا. في 8 فبراير، تم اكتشاف ثلاثة حالات أخرى ليصل العدد الإجمالي إلى 64 حالة. في 9 فبراير، تم اكتشاف ست حالات ليصل العدد الإجمالي إلى 70 مصابا. بينما تم اكتشاف 65 شخصًا آخر في 10 فبراير، ليصل المجموع إلى 135.
في 11 فبراير ، ثبت أن 39 شخصًا آخرين أصيبوا بفيروس كوفيد-19، بما في ذلك أحد ضباط الحجر الصحي، ليصل العدد الإجمالي إلى 174. تم الإبلاغ عن نقل الركاب المصابين بحالات مؤكدة إلى الشاطئ للعلاج. بعد يومين، أظهر 44 شخصًا إصابتهم بالفيروس، ليصل المجموع إلى 218. في 15 فبراير وصل عدد الإصابات المؤكدة بعد إصابة 67 شخصًا آخر إلى إجمالي 285 حالة. وهي حالة كارثية تنذر بإمكانية انتقال العدوى إلى جميع الركاب. في اليوم الموالي، تم الإبلاغ عن إصابة 70 شخصًا آخر، ليصل العدد الإجمالي إلى 355 شخصًا.
اعتبارًا من 19 فبراير، كان هناك ما مجموعه 621 مصابا من أصل 3711 مسافرا وأفراد الطاقم. شمل عدد المصابين 138 هنديًا على الأقل، بينهم 132 من الطاقم و6 ركاب بالإضافة إلى 32 كنديًا و24 أستراليًا و13 أمريكيًا و2 بريطاني. بناء على ذلك، قامت العديد من الدول، بما في ذلك كندا وأستراليا والولايات المتحدة وهونغ كونغ والمملكة المتحدة، بتدابير خاصة لإجلاء رعاياها ووضعهم في حجر صحي في بلادهم. منذ 25 فبراير، شهدت السفينة 705 حالة إصابة وأربع حالات وفاة، وما زالت قيد الإغلاق.
في أوائل مارس، نزل جميع الركاب على متن السفينة بما في ذلك الطاقم والقبطان. في 5 مارس، كان ما مجموعه 696 على الأقل من بين 3711 راكبًا وطاقمًا قد ثبتت إصابتهم بالفيروس. في اليوم الموالي، بلغ عدد الوفيات بسبب الفيروس سبعة أفراد.